# Operacja Jansena-Rittera
Operacja Jansena-Rittera – zabieg chirurgiczny stosowany w laryngologii w leczeniu zapalenia zatok czołowych. Po nacięciu skóry od kącika ocznego do łuku brwiowego wytwarza się otwór w ścianie dolnej zatoki czołowej. Następnie w całości usuwa się błonę śluzową objętą procesem zapalnym. Po zabiegu zakłada się dren do przewodu nosowo-czołowego. Obecnie jest rzadko stosowana. 
Zaletą metody Jansena-Rittera jest dobry efekt kosmetyczny. Wadą jest to, że nie można jest stosować u pacjentów z rozległymi zatokami czołowymi.
Metodę opracowali niezależnie od siebie niemieccy otorynolaryngolodzy Albert Jansen i Gustav Ritter.